# الخطوط الجوية الوطنية لما وراء البحار
الخطوط الجوية الوطنية لما وراء البحار شركة طيران أمريكية ضخمة تأسست عام 1950 وكانت تنقل أكثر من 10 ملايين راكب عبر الولايات المتحدة وأوروبا وقارة أستراليا وكانت تعتبر شركة طيران عملاقة في الولايات المتحدة ويقع مقرها في نيويورك حيث مطار جون إف كينيدي الدولي تعتبر قاعدة عمليات الشركة. وكانت أسطولها قد توقفت في 14 سبتمبر 1978 وقد أفلست في 14 مايو 1986

## الأسطول
| نوع الطائرات            | في الخدمة |
| ----------------------- | --------- |
| دوغلاس دي سي-4          | 7         |
| دوغلاس دي سي-6          | 5         |
| دوغلاس دي سي-7          | 22        |
| دوغلاس دي سي-8          | 82        |
| ماكدونل دوغلاس دي سي-9  | 7         |
| ماكدونل دوغلاس دي سي-10 | 3         |
| لوكهيد إل-188 اليكترا   | 36        |
| المجموع                 | 162       |

## أحداث وحوادث
- في 2 مايو 1970:كانت طائرة ماكدونل دوغلاس دي سي-9-33CF التابعة للخطوط الجوية الوطنية لما وراء البحار بالنيابة إي إل أم الرحلة 980 (رقم التسجيل :N935F) كانت تحمل علي متنها 57 راكبا و6 من أفراد الطاقم في رحلة طيران من نيويورك إلي سينت مارتن بينما كان الطيار بالسي دوايت يبحث عن المدرج وسط الأمطار الغزيرة والضباب الكثيف توقف كلا المحركين بسبب نفاذ الوقود عن الطائرة وقد هبطت الطائرة هبوط مائي وهي علي مستوي الجناحين بسبب تصميم طائرة دي سي-9 ولكن بعد الهبوط أنقلبت الطائرة لليسار بسبب أمواج العاصفة الرعدية وقد مات 22 راكبا ومضيفة جوية واحدة ونجا 35 راكبا و5 من أفراد الطاقم وجرح 5 من أفراد الطاقم و32 راكبا.
- في 12 نوفمبر 1975:كانت طائرة ماكدونل دوغلاس دي سي-10-30CF التابعة للخطوط الجوية الوطنية لما وراء البحار الرحلة 032 (رقم التسجيل :N1032F) كانت تحمل علي متنها 128 راكبا و11 من أفراد الطاقم في رحلة طيران من نيويورك إلي فرانكفورت وأثناء الإقلاع تعرضت الطائرة لضربة طير مزدوجة بالمحرك الثالث مما أدي إلي حريق كارثي تسبب بخروجها عن المدرج وعلي بعد 10 كيلومترات من المطار في منطقة رملية قرب المطار توقفت الطائرة وبعد التوقف دمرت خزانات الوقود وتم إخلاء جميع الركاب والطاقم البالغ عددهم 139 شخصا خلال دقيقة ونصف وقد أحترقت مقصورة الركاب وقمرة القيادة والجناح الأيمن ولكن مؤخرة الطائرة والجناح الأيسر لم يتحرقا فقد أحترقت الطائرة من المقصورة للجناح ثم لمقدمة الطائرة وأخيرا قمرة القيادة وقد جرح 32 شخصا في الحادثة.